# つボからボイン
つボからボインは、KBS京都ラジオで放送されていたラジオ番組である。パーソナリティーはつボイノリオ。放送時間は毎週土曜日16:30 - 18:00。

## 概要
つボイにとっては、1997年9月で終了した2代目ハイヤングKYOTO金曜日以来、15年ぶりとなるKBS京都でのラジオ番組である。また、全日枠としては、『つボイノリオのおはようアドベンチャー』以来となる。
放送形式は、隔週ごとの生放送であり、翌週が収録放送となる。生放送の週には、KBS京都本社屋（京都市上京区）にて握手会イベントが開催されている。
また、2017年には日本民間放送連盟賞近畿地区審査会 生ワイド番組部門最優秀賞を受賞した。
2018年9月29日の生放送をもって終了。

## コーナー構成
ハイヤングKYOTO時代のコーナー名を原則引き継いでいる。また、放送順序の決まりは特にない。
また、はがき・手紙・録音テープ等、ハイヤングKYOTO宛てに到着したものを発表することもある。
- 青少年苦情処理コーナー
  - つボイが、投稿者からのお便りを紹介する途中で「コラーッ」と一喝し、叱る対象とその内容を読み上げるコーナーである。当時ハイヤングKYOTOを拝聴していたリスナーの年齢が上がったため、中高年苦情処理コーナーともいう。
- 音楽実技Ｂ
  - いわゆる替え歌コーナー。基本的にハイヤングKYOTO水曜日時代の作品を放送
- お祝い文章の読み上げコーナー
  - 不定期でおめでたいことがあったときに行われる。時事ネタの渦中にある著名人からのメッセージということであるが、実態は代筆ネタである。